# Arsoli
Arsoli – miejscowość i gmina we Włoszech, w regionie Lacjum, w prowincji Rzym.
Według danych na rok 2004 gminę zamieszkiwało 1537 osób, 128,1 os./km².

## Współpraca
- Blagaj, Bośnia i Hercegowina
- Mostar, Bośnia i Hercegowina